# Xestia atrata
Xestia atrata is een vlinder uit de familie uilen (Noctuidae). De wetenschappelijke naam is voor het eerst geldig gepubliceerd in 1874 door Morrison.
De soort komt voor in Europa.